# Théodore Sindikubwabo
Théodore Sindikubwabo (1928, Butare, Ruanda - marzo de 1998, Bukavu, República Democrática del Congo) fue un médico y político ruandés que fungió como Presidente de su país entre el 9 de abril de 1994 y el 19 de junio de ese mismo año, siendo uno de los principales responsables del Genocidio de Ruanda, durante el cual murieron entre medio millón y un millón de personas. 

## Biografía
Nació en el poblado de Butare en 1928, al sur de Ruanda. Estudió medicina, y fue Ministro de Salud durante la presidencia de Grégoire Kayibanda. Después del derrocamiento de Kayibanda, ejerció su profesión en el Hospital Central de Kigali. Regresó más tarde a la política como parlamentario. Se había desempeñado como Presidente del Consejo de Desarrollo Nacional, órgano legislativo ruandés, entre 1988 y 1994. 
Cuando fue asesinado el presidente Juvénal Habyarimana, fue nombrado presidente interino por el presidente del Comité de Crisis controlado por Théoneste Bagosora, convirtiéndose en jefe de Estado durante el genocidio.

## Exilio y muerte
Después de la invasión del Frente Patriótico Ruandés, en la que estos tomaron el control del país, huyó al Zaire, donde se mantuvo exiliado en Bukabu hasta su muerte por causas desconocidas en 1998. Inicialmente se informó que había muerto en el ataque del gobierno de Ruanda contra Bukavu en noviembre de 1996 al comienzo de la Primera Guerra del Congo, pero informes posteriores lo situaron en Kinshasa. Murió en el exilio en la República Democrática del Congo en marzo de 1998. Nunca fue juzgado por el Tribunal Penal Internacional para Ruanda. 